# Bezwodnik ftalowy
Bezwodnik ftalowy – organiczny związek chemiczny, bezwodnik kwasu ftalowego. Bezbarwne ciało stałe krystalizujące w formie igieł, słabo rozpuszczalne w wodzie, alkoholu etylowym i eterze dietylowym, dobrze w estrach i ketonach. Pod wpływem wilgoci ulega hydrolizie do kwasu ftalowego.

## Otrzymywanie
Po raz pierwszy otrzymany w 1836 roku przez Augusta Laurenta w wyniku katalitycznego utleniania naftalenu, którą to metodę stosuje się do dziś. Obecnie głównym źródłem przemysłowym jest utlenianie ortoksylenu. Bezwodnik można także uzyskać bezpośrednio poprzez dehydratację kwasu ftalowego:

## Zastosowanie
Stosowany jako substrat do produkcji plastyfikatorów będących głównie estrami ftalowymi i wypełniaczy do polimerów oraz barwników. W wyniku kondensacji z fenolem tworzy fenoloftaleinę, używaną jako wskaźnik kwasowo-zasadowy.
Ważnym zastosowaniem jest produkcja antrachinonu i jego pochodnych, w wyniku acylowania Friedla-Craftsa z benzenem i dehydratacji powstającego ketokwasu kwasem siarkowym
W reakcji ze stężonym amoniakiem daje ftalimid, ważny substrat syntezy Gabriela:

W wyniku reakcji z wodą hydrolizuje do kwasu ftalowego. Z zasadami tworzy sole, z alkoholami estry – ftalany.